# Публічне акціонерне товариство Cimenteries CBR Cementsbedrijven NV проти Комісії
Публічне акціонерне товариство Cimenteries CBR Cementsbedrijven NV проти Комісії (Справа 8/66) – судова справа ЄС, яка стосується судового нагляду в Європейському Союзі.

## Зміст
Згідно зі статтею 101 ДФЄУ, Рада прийняла Регламент 17, який накладає штрафи на картелі з винятками для угод, які виявилися економічно вигідними. Про обмежувальну угоду потрібно було повідомити комісію, щоб вирішити, чи вона є антиконкурентною чи звільненою. Оскільки ця процедура потребувала часу, стаття 15(5) стверджує, що підприємства мають імунітет від штрафів, коли про угоду було повідомлено до рішення комісії. Але згідно зі статтею 15(6) імунітет не застосовуватиметься після того, як Комісія повідомить підприємства про їх попередній розгляд. Компанії Noordwijk Cement отримали лист згідно зі статтею 15(6), у якому говориться, що їх імунітет припинено, і вона подала позов про скасування рішення. Комісія стверджувала, що їх рішення не було «актом», який можна було б скасувати, а було лише думкою.

## Судове рішення
Суд постановив, що це рішення було актом, оскільки воно знімало імунітет відповідно до статті 15(5).
|  | 91 Цей захід позбавив їх переваг правового становища, яке стаття 15(5) надає повідомленню про угоду, і піддав їх серйозному фінансовому ризику. |